# Magic Tour
De Magic Tour was de elfde tournee van de Engelse rockgroep Queen en de laatste met hun originele leadzanger Freddie Mercury ter promotie van het album A Kind of Magic. De volgende tournee van de band, de Queen + Paul Rodgers Tour, begon ongeveer 19 jaar later na de dood van Mercury op 24 november 1991 en het afscheid van bassist John Deacon in 1997.
Tijdens de Magic Tour trad Queen drie keer op in Nederland (Leiden) en één keer in België (Brussel). Legendarisch zijn de optredens die de band tijdens deze tour gaf in het Wembley Stadium in Londen. Vlak voor het uitbrengen van "A Kind of Magic" waren er geruchten dat de mannen van Queen uit elkaar zouden gaan. Tijdens een van de concerten in het Wembley Stadium ontkrachtte Freddie Mercury deze geruchten keihard door, kort voordat de band "Who Wants to Live Forever" ging spelen, te roepen: "We’re gonna stay together until we fucking will die, I’m sure of it!". Mercury wist op dat moment niet dat dit bij hem bijna vijf jaar later al het geval was, in 1987 werd bij Mercury namelijk de diagnose van hiv gesteld. Hierdoor namen de bandleden samen de beslissing om te stoppen met optreden. Dit maakt het concert in het Knebworth Park in Stevenage de laatste keer dat alle vier de Queen-leden samen op het podium stonden.
Meer dan een miljoen mensen zagen Queen bij deze tournee optreden, waarbij het een van de grootste tournees ooit was. Onder anderen The Alarm, Big Country, INXS, Level 42, Marillion, Gary Moore, The Bangles en Status Quo stonden in het voorprogramma.

## Personeel
- John Deacon: Basgitaar, achtergrondzang
- Brian May: Leadgitaar, achtergrondzang, synthesizer (Who Wants to Live Forever)
- Freddie Mercury: Leadvocals, piano, ritmegitaar (Crazy Little Thing Called Love)
- Roger Taylor: Drums, achtergrondzang

### Extra personeel
- Spike Edney: Keyboards, achtergrondzang, ritmegitaar (Hammer to Fall)

## Tracklist
1. One Vision
2. Tie Your Mother Down
3. In the Lap of the Gods... Revisited
4. Seven Seas of Rhye
5. Tear It Up
6. A Kind of Magic
7. Vocale improvisatie
8. Under Pressure
9. Another One Bites the Dust
10. Who Wants to Live Forever
11. I Want to Break Free
12. Impromptu
13. Gitaarsolo door Brian May (inclusief Brighton Rock)
14. Now I'm Here
15. Love of My Life
16. Is This The World We Created...?
17. (You're So Square) Baby I Don't Care
18. Hello Mary Lou (Goodbye Heart)
19. Tutti Frutti
20. Bohemian Rhapsody
21. Hammer to Fall
22. Crazy Little Thing Called Love

Toegift:
1. Radio Ga Ga
2. We Will Rock You
3. Friends Will Be Friends
4. We Are the Champions
5. God Save the Queen (tape)

#### Minder voorkomende nummers
1. Gimme Some Lovin'
2. Big Spender
3. Saturday Night's Alright for Fighting
4. Immigrant Song (alleen in Berlijn)
5. Tavaszi Szél Vizet Áraszt (alleen in Boedapest)
6. Mustapha (hele nummer - soundcheck in Manchester)
7. Keep Yourself Alive (deel)
8. Rock'n'roll improvisatie (alleen in Boedapest)
9. Impromptu (inclusief delen van Get Down, Make Love - alleen in Stockholm)
10. Get Down, Make Love (deel in gitaarsolo)
11. Molly Malone (deel in gitaarsolo - alleen in Slane Castle)
12. I Feel Fine (alleen gitaarriff - alleen in Mannheim)

## Tourdata
- 7 juni 1986 - Stockholm, Zweden - Råsundastadion
- 11 en 12 juni 1986 - Leiden, Nederland - Groenoordhallen
- 14 juni 1986 - Parijs, Frankrijk - Hippodrome de Vincennes
- 17 juni 1986 - Brussel, België - Vorst Nationaal
- 19 juni 1986 - Leiden, Nederland - Groenoordhallen
- 21 juni 1986 - Mannheim, Duitsland - Maimarkt-Gelände
- 26 juni 1986 - Berlijn, Duitsland - Waldbühne
- 28 en 29 juni 1986 - München, Duitsland - Olympiahalle
- 1 en 2 juli 1986 - Zürich, Zwitserland - Hallenstadion
- 5 juli 1986 - Slane, Ierland - Slane Castle
- 9 juli 1986 - Newcastle, Engeland - St. James' Park
- 11 en 12 juli 1986 - Londen, Engeland - Wembley Stadium
- 16 juli 1986 - Manchester, Engeland - Maine Road
- 19 juli 1986 - Keulen, Duitsland - Müngersdorfer Stadion
- 21 en 22 juli 1986 - Wenen, Oostenrijk - Wiener Stadthalle
- 27 juli 1986 - Boedapest, Hongarije - Népstadion
- 30 juli 1986 - Fréjus, Frankrijk - Amfitheater
- 1 augustus 1986 - Barcelona, Spanje - Mini Estadi
- 3 augustus 1986 - Madrid, Spanje - Rayo Vallecano
- 5 augustus 1986 - Marbella, Spanje - Estadio Municipal
- 9 augustus 1986 - Stevenage, Engeland - Knebworth Park